# Alexandre Avdeïev
Pour les articles homonymes, voir Avdeïev.
Alexandre Alexeïevitch Avdeïev (en russe : Александр Алексеевич Авдеев), né le 8 septembre 1946 à Krementchouk, est un diplomate russe qui fut ambassadeur de la fédération de Russie à Paris de 2002 au 12 mai 2008, et devient ministre de la Culture de Russie jusqu'en 2012. Depuis janvier 2013, Alexandre Avdeïev a repris sa carrière diplomatique en qualité d'ambassadeur de Russie auprès du Saint-Siège.

## Biographie
Alexandre Avdeïev sort diplômé de l'université MGIMO de Moscou en 1968. Il parle le français, l'italien, l'anglais et le bulgare.
De 1968 à 1971, il est secrétaire-rédacteur au consulat général d'URSS à Annaba en Algérie, puis attaché à l'ambassade d'URSS d'Alger. Il rentre ensuite à Moscou en 1973 pour travailler au ministère des Affaires étrangères. Il est nommé en 1977 premier secrétaire d'ambassade à Paris, puis premier secrétaire. En 1985, il est rappelé à Moscou pour devenir conseiller et directeur du premier département européen du ministère des Affaires étrangères d'URSS.
Il est nommé ambassadeur extraordinaire et plénipotentiaire au Luxembourg de 1987 à 1990, et de 1991 à 1992 vice-ministre des Relations extérieures. Il devient en 1992 ambassadeur en Bulgarie, où il reste en poste, jusqu'en 1996, pour devenir vice-ministre des Affaires étrangères de la fédération de Russie, et premier vice-ministre des Affaires étrangères en 1998. Il retourne en France en mars 2002, au poste d'ambassadeur extraordinaire et plénipotentiaire.
Il est nommé ministre de la Culture le 12 mai 2008 et reste à ce poste jusqu'en 2012. Depuis janvier 2013, Alexandre Avdeïev est l'ambassadeur de Russie auprès du Saint-Siège.
Alexandre Avdeïev est marié et père d'un fils.

## Distinctions
- Ordre de l'Honneur (le 21 juin 1996)
- Ordre du Mérite pour la Patrie (le 22 novembre 1999)
- Ordre de l'Amitié (le 6 février 2007)